# Trachylepis vezo
Trachylepis vezo — вид сцинкоподібних ящірок родини сцинкових (Scincidae). Ендемік Мадагаскару.

## Поширення і екологія
Trachylepis vezo відомі з типової місцевості, розташованої в гирлі річки Онілахі на південному заході острова Мадагаскар.